# Timothy van der Meulen
Timothy van der Meulen (Amsterdam, 2 maart 1990) is een Nederlandse voetballer die bij voorkeur als centrale verdediger speelt.

## Clubcarrière
Van der Meulen speelde in de jeugd voor SV CTO'70, SV Almere en FC Omniworld voordat hij naar Ajax vertrok, waar hij voornamelijk in Jong Ajax speelde. De centrale verdediger brak door concurrentie van onder meer Toby Alderweireld en Jan Vertonghen nooit door bij de Amsterdammers. Op 17 februari 2009 zette Van der Meulen zijn handtekening onder een profcontract bij Ajax, dat hem tot medio 2011 aan de club zou binden.
Begin 2010 werd Van der Meulen verhuurd aan HFC Haarlem uit de Eerste divisie. Hij maakte zijn officiële debuut in de met 3-0 verloren uitwedstrijd tegen SBV Excelsior. Dit was tevens zijn enige wedstrijd voor Haarlem, aangezien Haarlem niet veel later failliet verklaard werd. Van der Meulen ging terug naar Ajax.
Ook tijdens het seizoen 2010/2011 speelde Van der Meulen voornamelijk zijn wedstrijden in Jong Ajax. Vanuit Schotland toonde Dundee United FC interesse en Van der Meulen mocht van Ajax op stage gaan.
Op 31 januari 2011 werd bekend dat Van der Meulen per direct naar Dundee vertrekt In Schotland speelde hij zeven wedstrijden en kreeg hij na een half jaar geen nieuw contract aangeboden.
In juli 2011 tekende hij bij Bayern München waar hij zal uitkomen voor Bayern München II dat uitkomt in de Regionalliga. Op 30 mei 2012 tekende Van der Meulen een contract bij De Graafschap. Op 31 januari meldde De Graafschap op haar website dat het contract met van der Meulen per direct werd ontbonden.
In augustus 2014 werd bekend dat hij in het seizoen 2014/2015 ging spelen voor op dat moment kersvers topklasser Sparta Nijkerk. In het seizoen 2015/16 stond hij onder contract bij Almere City FC maar kwam niet in actie. In januari 2017 sloot hij aan bij het Duitse FC 08 Homburg dat uitkomt in de Regionalliga Südwest. In de zomer van dat jaar ging hij naar FC Lisse dat in de Tweede divisie uitkomt. In december 2017 vertrok Van der Meulen bij Lisse.

## Internationale carrière
Van der Meulen was actief voor het Nederlands voetbalelftal onder 17 tijdens het Europees kampioenschap onder 17 in 2007. Hij stond in alle groepswedstrijden in de basis.

## Clubstatistieken
| Seizoen | Club                 | Land      | Competitie              | Duels | Goals |
| ------- | -------------------- | --------- | ----------------------- | ----- | ----- |
| 2009/10 | AFC Ajax             | Nederland | Eredivisie              | 0     | 0     |
| 2009/10 | → HFC Haarlem (huur) | Nederland | Jupiler League          | 1     | 0     |
| 2009/10 | AFC Ajax             | Nederland | Eredivisie              | 0     | 0     |
| 2010/11 | AFC Ajax             | Nederland | Eredivisie              | 0     | 0     |
| 2010/11 | Dundee United FC     | Schotland | Scottish Premier League | 7     | 0     |
| 2011/12 | Bayern München II    | Duitsland | Regionalliga            | 31    | 8     |
| 2012/13 | De Graafschap        | Nederland | Jupiler League          | 23    | 0     |
| 2013/14 | De Graafschap        | Nederland | Jupiler League          | 7     | 0     |
| 2014/15 | Sparta Nijkerk       | Nederland | Topklasse               | 28    | 1     |
| 2015/16 | Almere City          | Nederland | Jupiler League          | 0     | 0     |
| Totaal  |                      |           |                         | 97    | 9     |